# 神戸市立山田小学校
神戸市立山田小学校（こうべしりつ やまだしょうがっこう）は、兵庫県神戸市北区山田町中にある市立小学校である。

## 沿革

### 年表
- 1873年（明治6年） - 前身校開校
- 1880年（明治13年） - 開校
- 1908年（明治41年） - 現在地に移転
- 1912年（明治45年） - 南校舎竣工
- 1947年（昭和22年）
  - 3月1日 - 山田村が神戸市と合併し、設置者が神戸市となる。
  - 4月1日 - 学制改革に伴い神戸市立山田小学校に改称。

## 教育目標
- 心豊かに たくましく 行きぬく子

## 通学区域
- 神戸市北区
  - 青葉台
  - 柏尾台
  - 山田町坂本
  - 山田町衝原
  - 山田町中
  - 山田町西下
  - 山田町原野[1]
  - 山田町東下
  - 山田町福地

## 進学先中学校
- 神戸市立山田中学校

## 校区内の主な施設
- 国道428号
- 神戸市立山田幼稚園
- つくはら湖
- 丹生山
  - 丹生神社
- 帝釈山
- 箱木家住宅
- 六條八幡宮
- 無動寺
- 蛇池
- 栗花落の井

## 交通
- 神戸電鉄有馬線箕谷駅より徒歩31分
- 神戸市バス111系統、山田小学校前下車、徒歩すぐ

## 通学区域が隣接している学校
- 神戸市立淡河小学校
- 神戸市立好徳小学校
- 神戸市立義務教育学校八多学園
- 神戸市立谷上小学校
- 神戸市立箕谷小学校
- 神戸市立桂木小学校
- 神戸市立泉台小学校
- 神戸市立藍那小学校
- 神戸市立木津小学校
- 神戸市立押部谷小学校
- 三木市立志染小学校